# Televisieprogramma
Een televisieprogramma of tv-programma is een geprogrammeerde uitzending op televisie. Dat is meestal een (regelmatig) terugkerende uitzending, zoals een televisieserie of televisiereeks. Een televisieserie is meestal fictie en wordt geschreven door scenarioschrijvers. Veel programma's zijn van tevoren opgenomen, andere programma's, zoals Vandaag Inside, worden rechtstreeks uitgezonden. Bij programma's die van tevoren opgenomen worden, geldt soms een geheimhoudingsplicht om te voorkomen dat bepaalde zaken, zoals de deelnemers of het verloop ervan bekendgemaakt worden voordat het wordt uitgezonden. Dit gebeurt onder andere bij televisieprogramma's met een competitieformat zoals The Masked Singer en Heel Holland Bakt en bij realityseries met een dergelijk format, zoals bv. Wie is de Mol? en Expeditie Robinson. Deelnemers aan dergelijke programma's moeten voorafgaand aan de opnames een geheimhoudingsverklaring tekenen. Ook andere mensen die betrokken zijn bij de opnames van dergelijke programma's, zoals crewleden en eventueel studiopubliek moeten dan een geheimhoudingsverklaring tekenen.
Een tv-serie kan uit seizoenen bestaan. In Nederland kan een reeks zowel een seizoen en een tv-serie betekenen. In België betekent een reeks vaak een tv-serie.
Een televisieserie bestaat meestal uit meerdere seizoenen, met vaak een rode draad door de afleveringen heen en meestal met dezelfde hoofdrolspelers. Aan het einde van een seizoen wordt vaak geëindigd met een cliffhanger.
Een seizoen is in deze context een periode die ongeveer loopt van september tot juni, bijna een jaar dus.

## Verschillende soorten
Er zijn verschillende soorten televisieprogramma's, binnen deze soorten bestaan nog onderverdelingen, in het (Engelse) televisiejargon formats genoemd. Hieronder een rijtje van verschillende formats met tussen haakjes enkele voorbeelden van het desbetreffende format:
- actualiteitenrubriek (Netwerk, Nieuwsuur, Terzake, EenVandaag)
- documentaire (Andere Tijden)
- drama (Westenwind en Stille Waters)
- infomercial (vaak gebruikt tijdens een live evenement waarbij het programma gewoon verder uitgezonden wordt, en in een 2e venster (picture in picture) de reclame getoond wordt. (een samentrekking van de Engelse woorden information en commercial)
- kinderprogramma (Het Klokhuis en Bassie en Adriaan)
- komedie ook wel sitcom genoemd (Toen was geluk heel gewoon)
- kunstprogramma (Tussen Kunst & Kitsch, De nieuwe Rembrandt, Beeldenstorm)
- miniserie (een lang verhaal of een film die in stukken is geknipt, bijvoorbeeld Band of Brothers)
- praatprogramma, ook wel Talkshow genoemd. (Pauw & Witteman, Buitenhof en De zevende dag)
- quiz (Eén van de acht en Blokken)
- realityserie (waarin echte personen, dus geen personages, gevolgd worden in hun dagelijkse activiteiten. Het kunnen gewone mensen zijn, zoals in Het leven zoals het is, of bekende landgenoten)
- soapserie (Goede tijden, slechte tijden, Familie en Thuis)
- sportprogramma (Studio Sport en het Sportjournaal)
- tekenfilm (Filmation's Ghostbusters en DuckTales)
- Live-uitzendingen van sportevenementen, huwelijken, of herdenkingen zoals de Elfstedentocht en de Nederlandse Dodenherdenking.
- Spelprogramma's, waarin mensen spelletjes moeten doen (De Alleskunner, Wedden dat..?)
- Talentenjacht, programma's waarin wordt gezocht naar talent, zoals bijvoorbeeld zangtalent (Idols, The voice of Holland, Holland's Got Talent)